# Иркутский областной комитет КПСС
Иркутский областной комитет КПСС — руководящий партийный орган областной организации Коммунистической партии Советского Союза, существовавший в Иркутской области с 1937 по 1991 год. Являлся высшим органом  областной организации КПСС (до октября 1952 – ВКП(б)) между областными конференциями КПСС. Образован вместе с областью на части территории бывшей Восточно-Сибирской области в октябре 1937 года (включая Усть-Ордынский Бурятский национальный округ) вместе с ликвидацией Восточно-Сибирского обкома партии, который действовал с февраля по сентябрь 1937 года. Располагался в областном центре – городе Иркутске.
Комитет избирался областными конференциями КПСС. Занимался реализацией решений областных конференций, организацией и утверждением районных партийных организаций Амурской области, выполнением решений ЦК партии. Подчинялся (до 1990 года) Центральному комитету КПСС (с 1990 – ЦК коммунистической партии РСФСР).
Для повседневного руководства работой областной партийной организации обком избирал бюро (до десяти человек), а для рассмотрения текущих вопросов и проверки их исполнения создавал секретариат. На пленумах комитетов утверждались также председатели партийных комиссий, заведующие отделами этих комитетов, редакторы партийных газет и журналов. Для рассмотрения текущих вопросов и проверки их исполнения создавался секретариат. Пленум областного комитета созывался не реже одного раза в четыре месяца.
Высшим должностным лицом областной организации КПСС являлся первый секретарь, избиравшийся на пленуме областного комитета КПСС по предложению секретариата Центрального Комитета КПСС. Кандидатуры второго (как правило, отвечал за организационные вопросы) и третьего секретарей (как правило, отвечал за идеологические вопросы) согласовывались также с секретариатом ЦК КПСС.
В условиях совершенствования функций партийных органов с 1989 года в структуре аппарата обкома действовали отделы: организационно-партийной работы, идеологический, социально-экономический, анализа и прогнозирования, контрольная комиссия, управление делами. Таковой структура оставалась до ликвидации обкома в 1991 году.
Обком КПСС отвечал за проведение политики партии в области, вёл политическую и организаторскую работу по выполнению всеми государственными и общественными организациями директив и решений партии, указаний её Центрального комитета, проводил идеологическую работу, руководил работой Советов депутатов трудящихся, профсоюзов, комсомола и других организаций, а также средств массовой информации через работающих в них коммунистов, решал социально-экономические задачи, контролировал деятельность учреждений науки, культуры, образования, занимался подбором и расстановкой руководящих кадров, организацией учреждений партии в пределах области.

## История
С 1937 по 1950 год должности 1-го секретаря обкома и 1-го секретаря Иркутского горкома ВКП(б) совмещались (при этом основную работу в Иркутском горкоме вели 2-е секретари горкома ВКП(б). После 1950 года должности 1-го секретаря обкома и 1-го секретаря горкома были разделены и больше уже не совмещались. 
С декабря 1990 года переименован в Иркутский обком КП РСФСР (в составе КПСС). В ноябре 1991 года ликвидирован на основании Указа Президента РСФСР «О деятельности КПСС и КП РСФСР».